# Lonchura flaviprymna
La donacola testa grigia (Lonchura flaviprymna Gould, 1845) è un uccello passeriforme appartenente alla famiglia degli Estrildidi.

## Distribuzione edhabitat
Questa specie occupa un areale piuttosto limitato, che va dall'Australia Occidentale (Contea di Derby-West Kimberley) al Queensland nord-occidentale: la donacola testa grigia preferisce le aree alberate con presenza di radure erbose o cespugliose più o meno estese, mostrandosi tendenzialmente sedentaria ma pronta ad effettuare migrazioni più o meno consistenti alla ricerca d'acqua durante i periodi siccitosi.

## Descrizione

### Dimensioni
Misura fino a 11 cm di lunghezza, coda compresa.

### Aspetto
Si tratta di piccoli uccelli dall'aspetto robusto, caratterizzati dalla presenza di un becco forte e robusto.

La livrea è bruna su ali, coda e dorso, mentre petto e ventre sono di colore giallo-arancio: la testa è di colore grigio-biancastro, con tendenza a scurirsi sulla nuca, mentre il codione è di un caratteristico colore giallo paglierino. Gli occhi sono di colore bruno scuro, le zampe sono carnicino-nerastre, il becco è di colore grigio piombo.

## Biologia
Si tratta di uccelli diurni, che vivono in gruppetti familiari ma laddove le risorse lo consentono si riuniscono senza problemi anche in stormi perlopiù puri, ma anche in associazione con altre specie (come la donacola petto castano); le donacole testa grigia passano la maggior parte della giornata spostandosi alla ricerca di cibo od acqua, fermandosi a riposare durante la notte e durante le ore più calde della giornata all'ombra di un albero.

### Alimentazione
Questi uccelli hanno una dieta principalmente granivora, nutrendosi di numerosi tipi di piccoli semi e granaglie che spezzano col forte becco: essi si nutrono inoltre di bacche, germogli, frutta e piccoli insetti volanti, quando reperibili.

### Riproduzione
La stagione degli amori non è ben definita, ma questi uccelli tendono a riprodursi verso la fase finale della stagione delle piogge; entrambi i sessi collaborano alla costruzione del nido (che è molto difficilmente distinguibile da quello della donacola petto castano) ed alla cova delle 4-5 uova che la femmina vi depone, che dura circa 13-14 giorni. Sono sempre entrambi i genitori ad occuparsi di accudire i nidiacei, che alla nascita sono ciechi ed implumi, e che sono pronti per l'involo attorno alla terza settimana dalla schiusa, sebbene essi tendano a rimanere presso il nido per almeno un'altra decina di giorni prima di allontanarsene definitivamente.